# ロマンチックなキューピット
ロマンチックなキューピットは美空ひばりのシングル。1962年10月20日に日本コロムビアから発売された。

## 概要
『ロマンチックなキューピット』は、ひばりが初めて作詞・作曲した曲である。（名義は本名の加藤和枝。）

## 収録曲
1. ロマンチックなキューピット
作詞・作曲：加藤和枝、編曲：狛林正一
2. 田舎の子
作詞・作曲：加藤和枝、編曲：狛林正一